# Chaetocerotophycidae
Chaetocerotophycidae, podrazred alga kremenjašica opisan 1990.; dio je razreda Mediophyceae. Sastoji se od tri reda s 460 vrsta

## Redovi
1. Anaulales Round & R.M.Crawford in Round & al., 1990
2. Chaetocerotales Round & R.M.Crawford in Round & al., 1990
3. Hemiaulales Round & R.M.Crawford, 1990

## Drugi projekti
|  | Zajednički poslužitelj ima još gradiva o temi Chaetocerotophycidae |
|  | Wikivrste imaju podatke o taksonu Chaetocerotophycidae             |